# Christian Lotz (Historiker)
Christian Lotz (* 1976) ist ein deutscher Historiker.

## Leben
Von 1996 bis 2003 studierte er Geschichte und Sozialwissenschaften an den Universitäten Leipzig, Edinburgh, Wien und Poznań. 2003 wurde er wissenschaftlicher Mitarbeiter am Willy-Brandt-Zentrum für Deutschland- und Europa-Studien der Universität Wrocław. Seit 2003 führte er mehrere Ausstellungs- und Forschungsprojekte im Rahmen des Leipziger Kreises – Forum für Wissenschaft und Kunst durch. Nach der Promotion 2007 am Historischen Institut der Universität Stuttgart mit der Arbeit „Die Deutung des Verlusts. Erinnerungspolitische Kontroversen im geteilten Deutschland um Flucht, Vertreibung und die Ostgebiete 1948–1972“ hatte er von 2008 bis 2013 verschiedene Habilitationsstipendien und Forschungsaufenthalte, u. a. am Leibniz-Institut für Europäische Geschichte, an den Deutschen Historischen Instituten in Warschau und London, am Herder-Institut, an der Nasjonalbiblioteket, in der Kartensammlung der Harvard University und in der Forschungsbibliothek Gotha. Seit Herbst 2014 leitet er die Kartensammlung des Herder-Instituts. Nach der Habilitation im Juni 2015 mit der Arbeit „Nachhaltigkeit neu skalieren. Internationale forstwissenschaftliche Kongresse und Debatten um die Ressourcenversorgung der Zukunft im Nord- und Ostseeraum, 1870–1914“ erhielt er die Venia legendi für Neuere und Neueste Geschichte und wurde Privatdozent an der Justus-Liebig-Universität Gießen.
Seine Forschungsschwerpunkte sind Geschichte Deutschlands, Ostmittel- und Nordeuropas im 19. und 20. Jahrhundert, Umweltgeschichte, Geschichte internationaler Kongresse und Organisationen, Erinnerungspolitik und Kartografiegeschichte und Wissensgeschichte.

## Schriften (Auswahl)
- mit Katja Naumann und Thomas Klemm: Eine Zweite Öffentlichkeit? Zur Verbreitung von Untergrundliteratur während der 80er Jahre in Leipzig. Leipzig 2004, ISBN 3-9808435-2-1.
- mit Katja Naumann: Ein fragmentiertes Gedächtnis. Die konfliktreiche Auseinandersetzung um die geteilte deutsche Geschichte anhand von Gästebüchern historischer Ausstellungen. Leipzig 2004, ISBN 3-9808435-3-X.
- Die Deutung des Verlusts. Erinnerungspolitische Kontroversen im geteilten Deutschland um Flucht, Vertreibung und die Ostgebiete 1948–1972. Köln 2007, ISBN 3-412-15806-2.
- Die anspruchsvollen Karten. Polnische, ost- und westdeutsche Auslandsrepräsentationen und der Streit um die Oder-Neiße-Grenze (1945–1972). Leipzig 2011, ISBN 978-3-941305-27-4.
- Nachhaltigkeit neu skalieren. Internationale forstwissenschaftliche Kongresse und Debatten um die Ressourcenversorgung der Zukunft im Nord- und Ostseeraum (1870–1914). Köln 2018, ISBN 3-412-50025-9.